# Luciano Giorgi
Luciano Giorgi (Roccastrada, 21 maggio 1940) è un politico italiano.

## Biografia
Membro del Partito Socialista Italiano, Giorgi ha ricoperto per due mandati la carica di Presidente della Provincia di Grosseto, dal 1970 al 1980.
Segretario della Federazione provinciale del PSI di Grosseto nel 1988, è stato eletto nel 1992 al Senato della Repubblica nella XI legislatura.; concluse il proprio mandato parlamentare nel 1994.
Nella seconda metà degli anni Duemila è nuovamente impegnato in politica con il ricostituito PSI.